# Bufo atukoralei
Bufo atukoralei är en groddjursart som beskrevs av Charles Mitchill Bogert och Senanayake 1966. Bufo atukoralei ingår i släktet Bufo och familjen paddor. Inga underarter finns listade.